# 309206 Mazvydas
309206 Mazvydas este o planetă minoră (asteroid) din centura de asteroizi. A fost descoperită pe 14 aprilie 2007 la Molėtų astronomijos observatorija⁠(d) de  și a fost numită după Martynas Mažvydas⁠(d). 
Obiectul prezintă o orbită caracterizată de o semiaxă mare de 1,9907438862292 UAi, o excentricitate de 0,1385816064852, o înclinație de 19,509128889552 ° în raport cu ecliptica.